# Östra Bråtvallstjärnet
Östra Bråtvallstjärnet är en sjö i Dals-Eds kommun i Dalsland och ingår i Enningdalsälvens huvudavrinningsområde. Sjön har en area på 0,0727 kvadratkilometer och ligger 214,3 meter över havet. Östra Bråtvallstjärn ligger i Trestickla-Boksjön Natura 2000-område.

## Delavrinningsområde
Östra Bråtvallstjärnet ingår i det delavrinningsområde (655316-126501) som SMHI kallar för Utloppet av Boksjön. Medelhöjden är 196 meter över havet och ytan är 38,29 kvadratkilometer. Det finns ett avrinningsområde uppströms, och räknas det in blir den ackumulerade arean 53,39 kvadratkilometer. Avrinningsområdets utflöde Enningdalsälven (Nordaneälven) mynnar i havet. Avrinningsområdet består mestadels av skog (74 procent) och öppen mark (12 procent). Avrinningsområdet har 4,93 kvadratkilometer vattenytor vilket ger det en sjöprocent på 12,9 procent.